# Manuel Rodríguez Codolá
Manuel Rodríguez Codolá (Barcelona, 1872-Barcelona, 1946) fue un periodista, crítico de arte y pintor español.

## Biografía
Nació en Barcelona el 19 de mayo de 1872. Pintor y escritor, fue catedrático de la Escuela de Bellas Artes de Barcelona, además de redactor de La Vanguardia de Barcelona (1902) y colaborador de Barcelona Cómica (1894-1896), Hojas Selectas (1902-1903) y Arquitectura, Bellas Artes y Decoración (1903).  Fallecido en su ciudad natal el 16 de julio de 1946, escribió una Historia de España y de los pueblos hispanoamericanos (Editorial Seguí, Barcelona, c. 1920, 3 tomos ilustrados).